# Liste der Monuments historiques in Guilers
Die Liste der Monuments historiques in Guilers führt die Monuments historiques in der französischen Gemeinde Guilers auf.

## Liste der Bauwerke
| Bezeichnung              | Beschreibung | Standort | Kennzeichnung | Schutzstatus | Datum | Bild |
| ------------------------ | ------------ | -------- | ------------- | ------------ | ----- | ---- |
| Vier Tumuli von Kérébars |              | (Lage)   | PA00089989    | Inscrit      | 1966  |      |

## Liste der Objekte
- Monuments historiques (Objekte) in Guilers in der Base Palissy des französischen Kultusministeriums